# Ardenne (Seiche)
Die Ardenne ist ein Fluss in Frankreich, der im Département Ille-et-Vilaine in der Region Bretagne verläuft. Sie entspringt im Waldgebiet Forêt de la Guerche, im Gemeindegebiet von Rannée, entwässert generell Richtung Nordwest bis West und mündet nach rund 23 Kilometern im Gemeindegebiet von Marcillé-Robert im Staubereich des Étang de Marcillé als linker Nebenfluss in die Seiche.

## Orte am Fluss
- Rannée
- Moussé
- Le Plessis au Gras, Gemeinde Retiers
- Marcillé-Robert